# Pedagaggi
Pedagaggi is een plaats (frazione) in de Italiaanse gemeente Carlentini.